# Inula

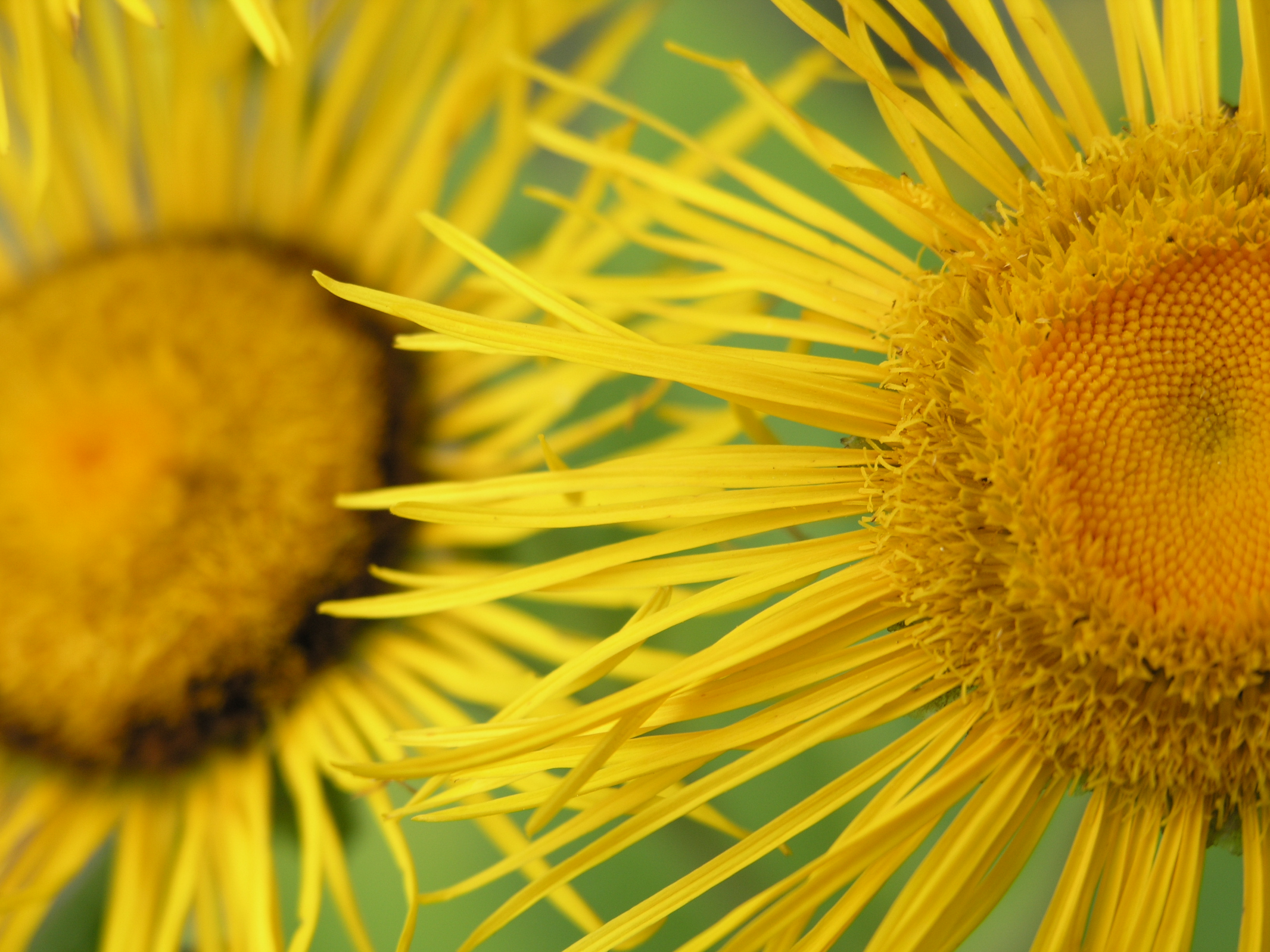
Inula helenium

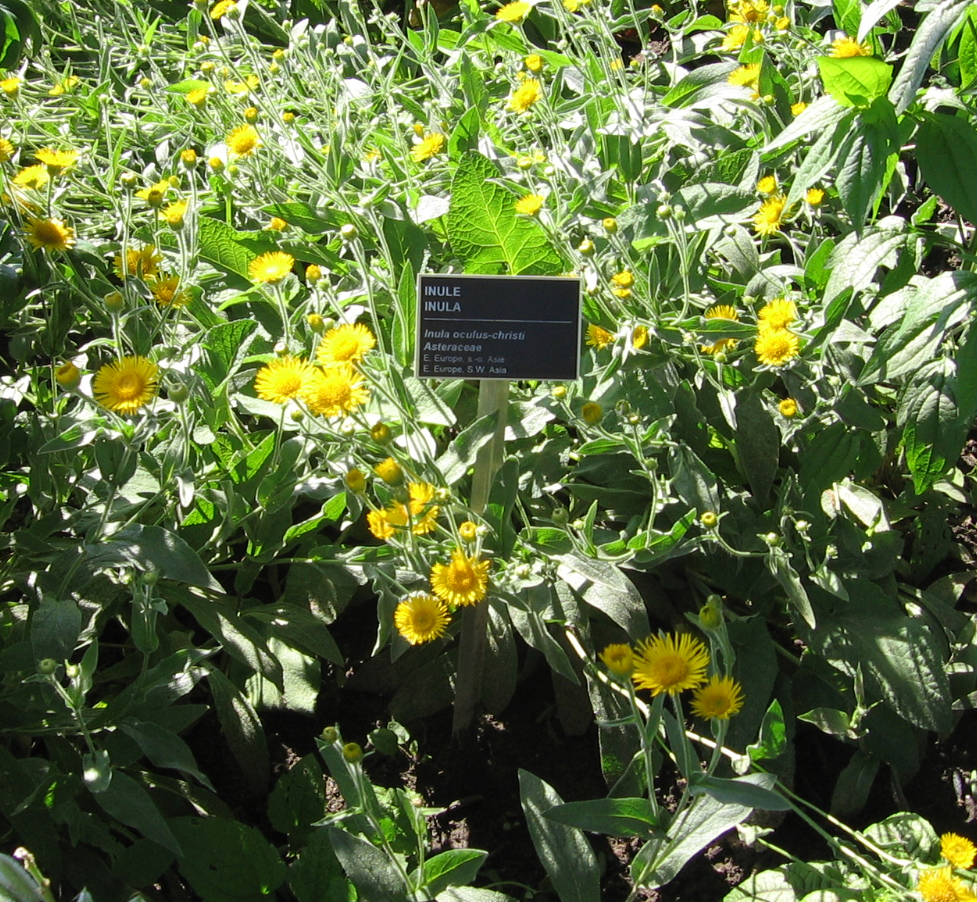
Inula oculus-christi

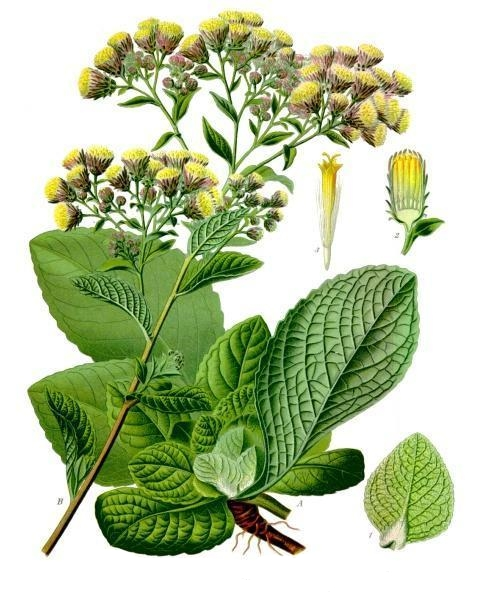
Inula conyzae

Inula là một chi thực vật có hoa trong họ Cúc (Asteraceae).

## Loài
Chi Inula gồm các loài:
- Inula acaulis Schott &  Kotschy  ex Boiss. – stemless inula
- Inula acuminata DC.
- Inula anatolica Boiss.
- Inula angustifolia DC.
- Inula arbuscula Delile
- Inula aucheriana DC.
- Inula barbata Wall. ex DC.
- Inula candida (L.) Cass.
- Inula ciliaris Matsum.
- Inula clarkei (Hook.f.) R.R.Stewart
- Inula cuanzensis Hiern
- Inula decurrens Popov
- Inula discoidea Boiss.
- Inula eminii (O.Hoffm.) O.Hoffm.
- Inula engleriana O.Hoffm.
- Inula fragilis Boiss. & Hausskn.
- Inula gimbundensis S.Moore
- Inula glareosa E.M.Antipova
- Inula glauca C.Winkl.
- Inula glomerata C.Winkl.
- Inula gombczewskyi E.M.Antipova
- Inula gossweileri S.Moore
- Inula grandiflora Willd.
- Inula grandis Schrenk ex Fisch. & C. A. Mey.
- Inula helenium L. – elecampane
- Inula helianthus-aquatica C.Y.Wu ex Y.Ling
- Inula hendersoniae S.Moore
- Inula hissarica R.Nabiev
- Inula hookeri C.B.Clarke
- Inula huillensis Hiern
- Inula hupehensis (Y.Ling) Y.Ling
- Inula inuloides (Fenzl) Grierson
- Inula japonica Thunb.
- Inula kalapani C.B.Clarke
- Inula klingii O.Hoffm.
- Inula koelzii R.Dawar &  Qaiser
- Inula limosa O.Hoffm.
- Inula linariifolia Turcz.
- Inula macrocephala Boiss. & Kotschy
- Inula macrolepis Bunge
- Inula magnifica Lipsky
- Inula mannii (Hook.f.) Oliv. & Hiern
- Inula mildbraedii Muschl.
- Inula montbretiana DC.
- Inula multicaulis Fisch. & C.A.Mey.
- Inula obtusifolia A.Kern.
- Inula oligocephala S.Moore
- Inula paludosa O.Hoffm.
- Inula peacockiana (Aitch. & Hemsl.) Korovin
- Inula perrieri (Humbert) Mattf.
- Inula persica F.Ghahrem. & Narimisa
- Inula poggeana  O.Hoffm.
- Inula racemosa Hook.f.
- Inula rajamandii Narimisa & F.Ghahrem.
- Inula rhizocephala Schrenk ex Fisch. & C.A.Mey.
- Inula rhizocephaliformis Kamelin & Turak.
- Inula robynsii De Wild.
- Inula royleana DC.
- Inula salsoloides (Turcz.) Ostenf.
- Inula sarana Boiss.
- Inula schischkinii Gorschk.
- Inula schmalhausenii C.Winkl.
- Inula sechmenii Hartvig & Strid
- Inula sericeo-villosa Rech.f.
- Inula sericophylla Franch.
- Inula serratuloides (Gilli) Grierson
- Inula speciosa O.Hoffm.
- Inula stenocalathia (Rech.f.) Soldano
- Inula stewartii Abid & Qaiser
- Inula stolzii Mattf.
- Inula × stricta Tausch
- Inula subfloccosa Rech.f.
- Inula taiwanensis S.S.Ying
- Inula thapsoides (Spreng.) Spreng.
- Inula tuzgoluensis M.Öztürk & Ö.Çetin
- Inula urumoffii Degen
- Inula vernonioides O.Hoffm.
- Inula viscidula Boiss. & Kotschy
- Inula welwitschii O.Hoffm.

Các loài chuyển đi
- Inula auriculata Boiss. & Balansa => Pentanema auriculatum (Boiss. & Balansa) D.Gut.Larr. et al.
- Inula britannica L. => Pentanema britannica (L.) D.Gut.Larr.et al. – British yellowhead
- Inula conyzae (Griess.) Meikle =>  Pentanema squarrosum (L.) D.Gut.Larr.et al. – ploughman's-spikenard
- Inula crithmoides L. => Limbarda crithmoides (L.) Dumort. – golden samphire
- Inula dysenterica L. => Pulicaria dysenterica (L.) Bernh.
- Inula graminifolia Michx. => Pityopsis graminifolia (Michx.) Nutt.
- Inula graveolens (L.) Desf. => Dittrichia graveolens (L.) Greuter – stinkwort, stinkweed
- Inula hirta L. => Pentanema hirtum (L.)  D.Gut.Larr. et al.
- Inula indica L. => Pentanema indicum (L.) Y.Ling
- Inula mariana L. => Chrysopsis mariana (L.) Elliott
- Inula orientalis Lam. => Pentanema orientale (Lam.) D.Gut.Larr.et al.
- Inula primulifolia Lam. => Conyza primulifolia (Lam.) Cuatrec. & Lourteig
- Inula salicina L. => Pentanema salicinum (L.) D.Gut.Larr.et al. – Irish fleabane, willowleaf yellowhead
- Inula spiraeifolia L. => Pentanema spiraeifolium (L.) D.Gut.Larr.et al.
- Inula subaxillaris Lam. => Heterotheca subaxillaris (Lam.) Britton & Rusby
- Inula viscosa => Dittrichia viscosa – false yellowhead, sticky fleabane, woody fleabane

## Gallery

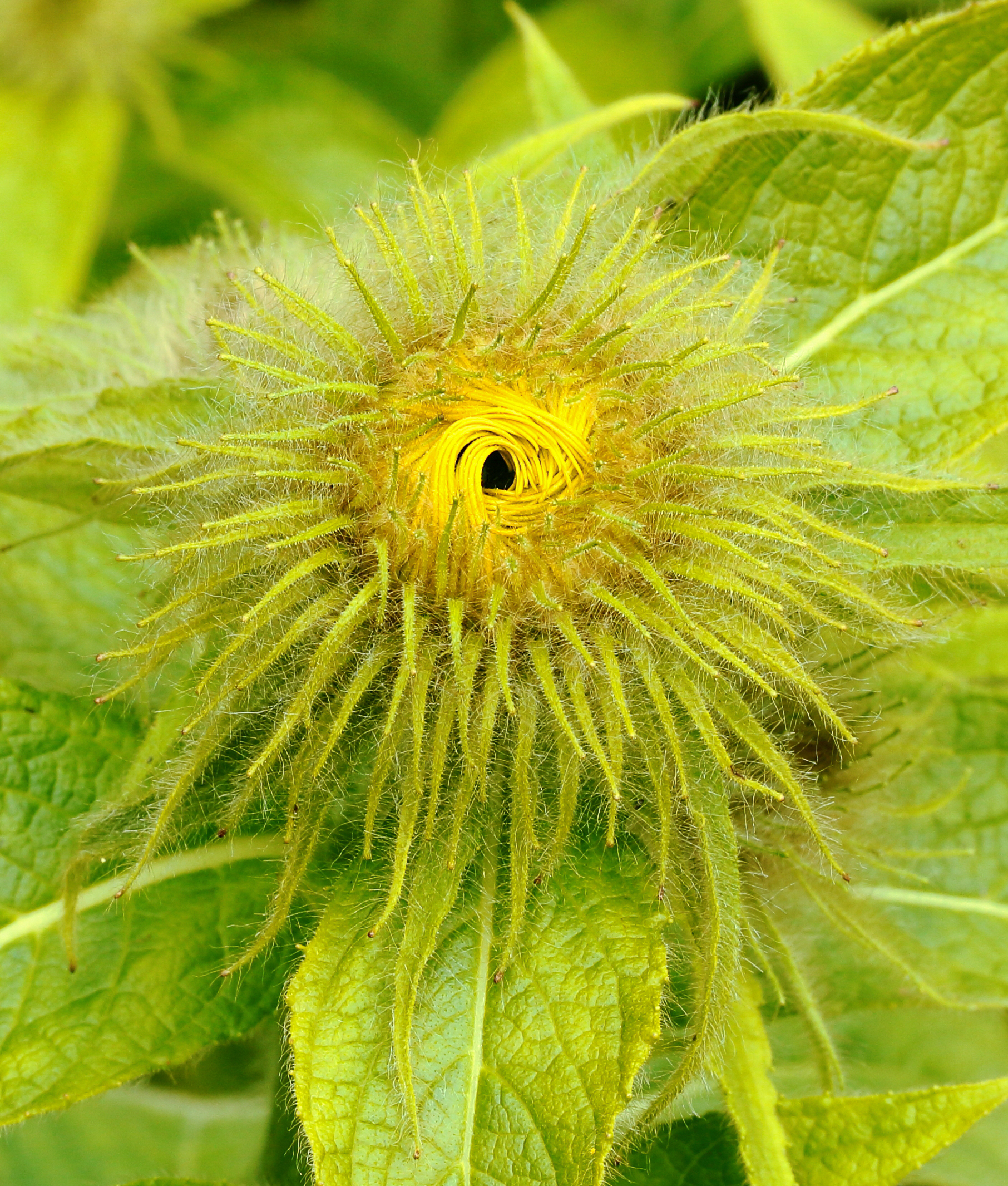
Inula hookeri. Budding flower bud.
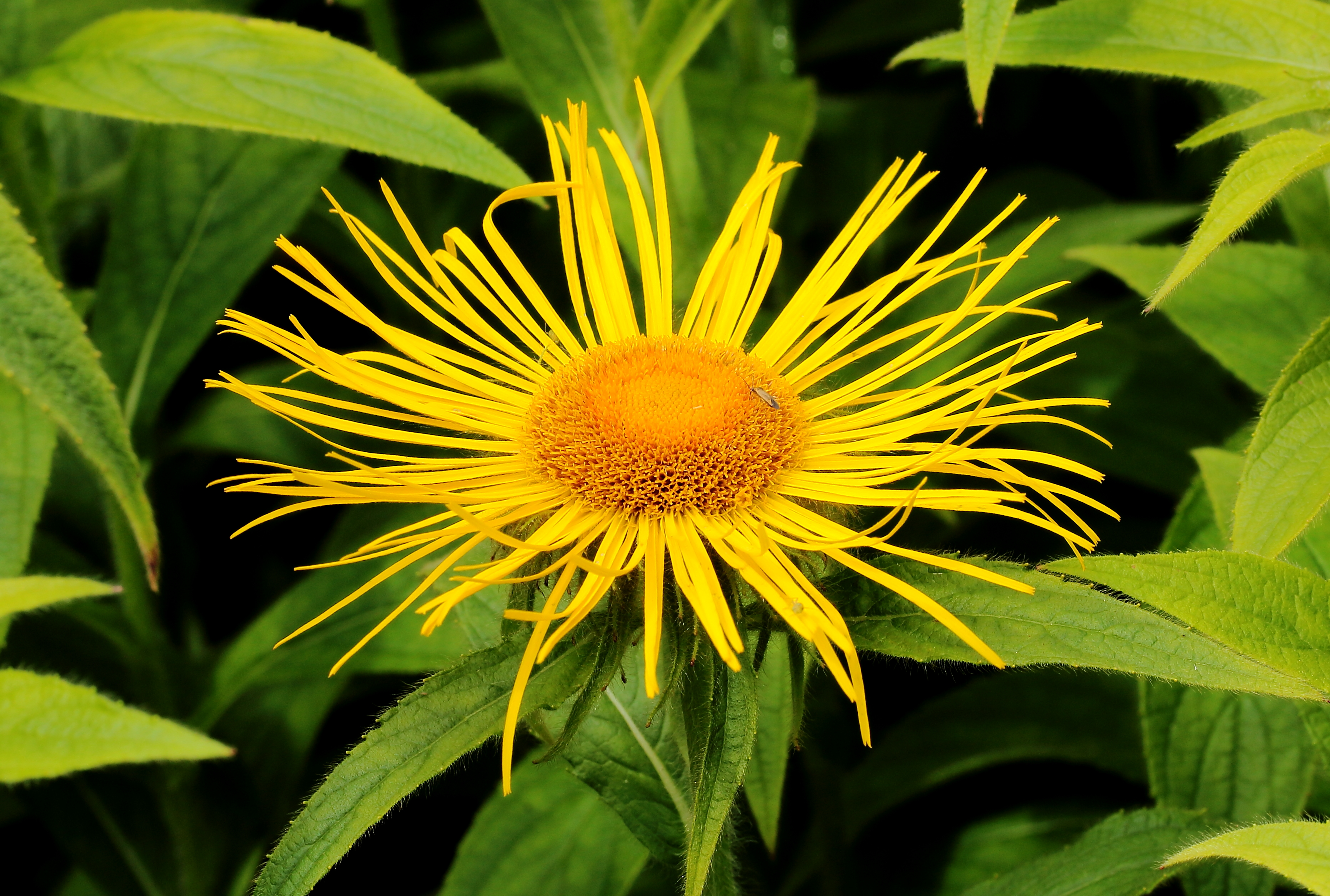
Inula hookeri. Inflorescence.